# Wolfgang Pogner
Wolfgang Pogner (geboren am 25. Dezember 1923 in Wien; gestorben am 5. Dezember 1944 ebenda) war ein österreichischer Laborant, der als Widerstandskämpfer gegen den Nationalsozialismus zum Tode  verurteilt und im Wiener Landesgericht geköpft wurde.

## Leben
Der Laborant aus Wien-Landstraße musste als 15-Jähriger in die Hitler-Jugend eintreten, zwei Jahre später wurde er als sogenannter Nichtarier ausgeschlossen. Er galt nach den rassistischen Nürnberger Gesetzen als „Mischling 1. Grades“, da sein Vater, 1938 nach dem Anschluss Österreichs in die Tschechoslowakei geflüchtet, jüdischer Herkunft war. 
Pogner arbeitete schließlich in einer Wiener Lackfabrik. Er gehörte keiner Widerstandsgruppe an, hörte ab Sommer 1943 jedoch verbotene ausländische Rundfunksender, darunter auch den Sender Moskau. Im April 1944 schrieb Pogner ein Flugblatt über die Kriegslage und den bevorstehenden Sturz des nationalsozialistischen Regimes „durch das Wiener Proletariat“. Auf zwei weiteren Blättern waren die Parolen  „Nieder mit den nazistischen Blutsäufern!“ und „Wiener, erschlagt die braunen Bluthunde!“ zu lesen. Die Zettel verwahrte er in seiner Brieftasche ohne sie zu verbreiten. In einer Bäckerei verlor er die Brieftasche. Vom Bäcker wurde er denunziert und wenig später, am 6. Juni 1944, von der Gestapo verhaftet.
Aus der Untersuchungshaft schrieb er Briefe an seine Schwester, die ihn auch regelmäßig besuchte: „Die Tage vergehen so einer nach dem anderen, es rührt sich nichts, man sitzt halt und wartet. Es ist für uns alle eine Zeit der Prüfung und die müssen wir durchhalten. Mit der Zeit gewöhnt man sich an alles, sogar an den Häfen [Wienerisch, für: Gefängnis]“, schrieb Pogner am 12. August 1944. Nachdem er die Anklageschrift erhalten hatte, am 23. September 1944: „Ich kann Dir leider nicht verhehlen, dass meine Situation sehr ernst ist und dass Du auch auf das Schlimmste gefasst sein musst; freilich dürfen wir nie die Hoffnung verlieren.“ Am 27. Oktober 1944 wurde Pogner wegen „Vorbereitung zum Hochverrat“ und „Rundfunkverbrechens“ vom Volksgerichtshof zum Tode verurteilt.

### Urteil des Volksgerichtshofs und Gnadengesuch
„Da der Angeklagte als Einzelgänger aber keinerlei politische Verbindungen hatte, bewahrte er den Aufruf und die 2 Blätter mit den Parolen in seiner Brieftasche auf. Die erwähnten Schriftstücke gelangten dadurch zur Kenntnis der Behörde, dass der Angeklagte eines Tages seine Brieftasche mit ihrem Inhalt auf der Straße verlor. […] Da der Angeklagte seine hochverräterische Tätigkeit nach Ausbruch des Krieges mit der Sowjetunion begangen hat, war er mit dem Tode zu bestrafen; denn zu der Annahme eines minder schweren Falles lag umso weniger ein Anlass vor, als der Angeklagte keinerlei Spur von Reue zeigte.“

Am 1. November 1944 bat Pogner um die Umwandlung der Todesstrafe in eine Zuchthausstrafe: 

„Ich befand mich damals wieder, wie so häufig, in einer Gemütsdepression. [...] Auch meine Mitschüler in der Oberschule haben mich wegen meiner Abstammung immer verspottet, sodass ich keinen Verkehr mit Kameraden hatte. Ich musste daher oft über mein Schicksal nachdenken. So war es auch in jener Nacht, als ich den Flugzettel schrieb. Ich weiß nicht mehr, ob ich wirklich jemals die Absicht gehabt habe, diesen Zettel zu vervielfältigen bzw. wegzuwerfen, damit er in die Hände von anderen Leuten kommen sollte.“

Das Gnadengesuch wurde abgelehnt, Pogner wurde zwanzig Tage vor seinem 21. Geburtstag im Landesgericht Wien durch das Fallbeil hingerichtet.